# M26 Першинг
М26 Першинг (енгл. M26 Pershing) је био амерички, зависно од верзије средњи или тешки тенк, који се користио у последња три месеца Другог светског рата.

## Развој
Како је Други светски рат све више одмицао, тако су свакодневно на сто америчке војне команде стизала обавештења о немогућности америчких тенкова М4 Шерман, М3 Ли и М3/М5 Стјуарт да уђе у борбу с противничким Панцер  или Панцер  Тигар. На те позиве за помоћ одлучило се да се први пут одговори још 1942. године формалним настанком пројекта М26 Першинг. Следеће две године пројекат за овај тенк је лежао занемарен до тренутка савезничког искрцавања у Нормандији када поновно у Вашингтон стижу панични позиви за нови тенк који ће имати борбену шансу против немачких оклопних формација. Одговор на то постаје почетак производње М26 Першинг.

## Оперативна историја

### Други светски рат
Први примерци овог тенка на ратиште долазе тек у фебруару 1945. године. Иако је М26 успео да уништи у борби неколико примерака немачких тенкова Панцер V Пантер и Панцер  сами амерички заповедници су признали да он није у стању да уништи противнике у фронталној борби него је потребно да се пришуња противницима с леђа.
Додатни проблем је био што је нови тенк био преширок за стандардни понтонски мост те је био ограничен на кретање преко мостова којих услед савезничког бомбардовања и немачког уништавања при повлачењу није остало превише.
Због кратког времена до краја рата М26 Першинг се на крају ипак није успео доказати као делимични успех или промашај, јер од 1436 произведених само је 310 стигло у Европу од чега је 200 ушло у борбене јединице, а само је њих 20 видело некакву акцију. Ових 20 примерака послато је у Европу, у склопу мисије „Зебра“, чији главни задатак је био да покаже борбену вредност ових тенкова. У рукама америчке 3. и 9. оклопне дивизије Т26Е3 показао се добро током борбених дејстава, због чега је дато зелено светло за серијску производњу.

### Корејски рат
У почетку Американци у Кореји су имали само мањи број лаких тенкова М24 Чефи који нису били дорасли севернокорејским Т-34/85. Уз Першинга у борбу су убачени и стари М4А3 Шерман али и модерни М46 Патон. Својим оклопом и ватреном моћи Першинг се врло брзо показао супериорним наспрам Т-34/85.

### Опрема
С дебљином предњег оклопа од 102 mm овај тенк је био најоклопљенији амерички производ током Другог светског рата. Тај податак је на крају не једанпут спасио живот тенкиста у последњих 100 дана рата. Као што је био оклоп драстично побољшан у поређењу са својим америчким претходницима слично се десило и с топом од 90 mm. Нажалост нити оружје тако великог калибра више није било довољно за пробијање предњег оклопа противничких тенкова или противтенковских возила што се било показало као његов главни недостатак.

## Корисници
- САД